# 婆提梨迦
婆提梨迦（ばだいりか、名前については後述）は、釈迦仏が悟りを開いて最初に教化された五比丘の一人。

## 名前
彼の名前は、経典などにより表記が異なるため、主なものを表記する。
- サンスクリット語：Bhadrika,Bhadraka
- パーリ語：Bhaddiya
- カタカナ表記：バドリカ、バッディヤなど
- 他の音写：跋提梨迦、婆帝梨迦、跋陀羅、跋多婆など
- 音写（略）：跋提、婆提、跋直など
- 訳（意訳含む）・意味：小賢、賢善、有賢、仁賢、最勝、善勝など

Bhaddiyaという比丘の名前は、『雑阿含経』22.20、テーラガータ842-865などにも見えるが、これは本項の人物ではなく、それぞれ別人とされる。この他にも同名の優婆塞や人名があるが、これらももちろん別人である。

## 人物
彼の人物や伝記はあまり多くない。
基本的には、彼は他の五比丘と同じく、バラモン種の出身とされている。釈迦の実父である浄飯王の命により、出家後の釈迦の身辺警護などを目的として同行した。しかし釈迦が苦行を捨てて林から出たのをみて、苦行に耐えられず修行を止めたと怪しんで釈迦の元から去った。しかして後に釈迦は菩提樹下で悟りを開き成道して鹿野苑に赴き、彼ら五比丘に向かって最初に法を説いた（初転法輪）。その初転法輪で、阿若・憍陳如に続いて彼も阿説示や婆敷と共に預流果に達したといわれる。